# Französische Rugby-Union-Meisterschaft 1996/97
Die Saison 1996/97 war die 98. Austragung der französischen Rugby-Union-Meisterschaft (französisch Championnat de France de rugby à XV). Sie umfasste 20 Mannschaften in der ersten Division (heutige Top 14).
Die Meisterschaft begann mit der Qualifikationsrunde, in der je zehn Mannschaften in zwei Gruppen aufeinander trafen. Die acht Bestplatzierten beider Gruppen zogen in die Finalphase ein, während die zwei Letztplatzierten jeder Gruppe in die zweite Division absteigen mussten.
Das Heimspielrecht der Finalphase, an der noch 16 Mannschaften beteiligt waren, ergab sich aus der besseren Platzierung in der Qualifikationsrunde. Es folgten Achtel-, Viertel- und Halbfinale. Im Endspiel, das am 31. Mai 1987 letztmals im Parc des Princes in Paris stattfand, trafen die beiden Halbfinalsieger aufeinander und spielten um den Bouclier de Brennus. Dabei setzte sich der Titelverteidiger Stade Toulousain gegen den CS Bourgoin-Jallieu durch und errang zum 14. Mal den Meistertitel.

## Qualifikationsrunde
|     | Team                | Siege | Unent. | Ndlg. | Spiel- punkte | Diff. | Tabellen- punkte |
| --- | ------------------- | ----- | ------ | ----- | ------------- | ----- | ---------------- |
| 1.  | CS Bourgoin-Jallieu | 13    | 1      | 4     | 466:343       | + 123 | 45               |
| 2.  | SU Agen             | 12    | 1      | 5     | 432:349       | + 83  | 43               |
| 3.  | Stade Toulousain    | 12    | 0      | 6     | 462:318       | + 144 | 42               |
| 4.  | US Dax              | 12    | 0      | 6     | 510:392       | + 118 | 42               |
| 5.  | Castres Olympique   | 11    | 0      | 7     | 491:345       | + 146 | 40               |
| 6.  | Biarritz Olympique  | 9     | 1      | 8     | 346:362       | − 16  | 37               |
| 7.  | FC Grenoble         | 7     | 0      | 11    | 345:441       | − 96  | 32               |
| 8.  | AS Béziers          | 6     | 0      | 12    | 381:378       | + 3   | 30               |
| 9.  | RC Nîmes            | 3     | 1      | 14    | 291:536       | − 245 | 25               |
| 10. | CA Périgueux        | 3     | 0      | 15    | 270:530       | − 260 | 24               |

|     | Team                  | Siege | Unent. | Ndlg. | Spiel- punkte | Diff. | Tabellen- punkte |
| --- | --------------------- | ----- | ------ | ----- | ------------- | ----- | ---------------- |
| 1.  | CA Brive              | 11    | 3      | 4     | 500:324       | + 176 | 43               |
| 2.  | AS Montferrand        | 11    | 1      | 6     | 454:358       | + 96  | 41               |
| 3.  | USA Perpignan         | 11    | 1      | 6     | 406:343       | + 63  | 41               |
| 4.  | Section Paloise       | 10    | 1      | 7     | 461:334       | + 127 | 39               |
| 5.  | CA Bègles-Bordeaux    | 9     | 2      | 7     | 439:389       | + 50  | 38               |
| 6.  | RC Narbonne           | 10    | 0      | 8     | 396:360       | + 36  | 38               |
| 7.  | RC Toulon             | 10    | 0      | 8     | 360:358       | + 2   | 38               |
| 8.  | US Colomiers          | 9     | 0      | 9     | 441:412       | + 29  | 36               |
| 9.  | Paris Université Club | 3     | 0      | 15    | 340:579       | − 239 | 24               |
| 10. | Stade Dijonnais       | 2     | 0      | 16    | 254:594       | − 340 | 22               |

## Finalphase

### Achtelfinale
| Datum        | Begegnung                           | Ergebnis |
| ------------ | ----------------------------------- | -------- |
| 10. Mai 1997 | FC Grenoble – SU Agen               | 27:27    |
| 10. Mai 1997 | USA Perpignan – CA Bègles-Bordeaux  | 26:29    |
| 10. Mai 1997 | Section Paloise – Castres Olympique | 23:20    |
| 10. Mai 1997 | US Dax – Biarritz Olympique         | 22:18    |
| 11. Mai 1997 | Stade Toulousain – RC Narbonne      | 24:22    |
| 11. Mai 1997 | CA Brive – US Colomiers             | 31:36    |
| 11. Mai 1997 | CS Bourgoin-Jallieu – AS Béziers    | 23:14    |
| 11. Mai 1997 | AS Montferrand – RC Toulon          | 12:06    |

Die SU Agen setzte sich aufgrund der besseren Platzierung in der Qualifikation durch.

### Viertelfinale
| Datum        | Begegnung                             | Ergebnis |
| ------------ | ------------------------------------- | -------- |
| 17. Mai 1997 | Stade Toulousain – US Colomiers       | 21:12    |
| 17. Mai 1997 | AS Montferrand – US Dax               | 22:18    |
| 18. Mai 1997 | SU Agen – CA Bègles-Bordeaux          | 22:18    |
| 18. Mai 1997 | CS Bourgoin-Jallieu – Section Paloise | 24:18    |

### Halbfinale
| Datum        | Begegnung                            | Ergebnis |
| ------------ | ------------------------------------ | -------- |
| 24. Mai 1997 | Stade Toulousain – SU Agen           | 23:16    |
| 24. Mai 1997 | CS Bourgoin-Jallieu – AS Montferrand | 21:17    |

### Finale
| 31. Mai 1997 | Stade Toulousain                                | 12 : 6        | CS Bourgoin-Jallieu    | Parc des Princes, Paris Zuschauer: 48.054 Schiedsrichter: Daniel Gillet |
| 31. Mai 1997 | Straftritte: Deylaud (3) Dropgoals: Deylaud (1) | (3:3) Bericht | Straftritte: Geany (2) | Parc des Princes, Paris Zuschauer: 48.054 Schiedsrichter: Daniel Gillet |

Aufstellungen
Stade Toulousain:

Startaufstellung: Franck Belot, David Berty, Christian Califano, Thomas Castaignède, Jérôme Cazalbou, Christophe Deylaud, Sylvain Dispagne, Jean-Louis Jordana, Didier Lacroix, Michel Marfaing, Nicolas Martin, Hugues Miorin, Stéphane Ougier, Régis Sonnes, Patrick Soula 

Auswechselspieler: Jean-Marie Bisaro, Philippe Capelleri, Olivier Carbonneau, David Couzinet, Xavier Garbajosa, Pascal Lasserre, Julien Tilloles
CS Bourgoin-Jallieu:

Startaufstellung: Gilles Cassagne, Marc Cécillon, Alexandre Chazalet, Jean Daudé, Nigel Geany, Stéphane Glas, Laurent Leflamand, Michel Malafosse, Dominique Mazille, David Morgan, Alexandre Péclier, Pierre Raschi, Jean-Pierre Sanchez, Ludovic Saunier, Philippe Vessilier 

Auswechselspieler: Laurent Belligoï, Pascal Fernandez, Julien Frier, Laurent Gomez, Nicolas Guilhot, Jean-François Martin, Frédéric Nibelle